# 林義恩
林義恩（1996年6月8日—）是臺灣男子籃球運動員，場上主打控球後衛位置，現效力於超級籃球聯賽裕隆集團。

## 生平
林義恩畢業於強恕高中、中國文化大學，2020年7月參加超級籃球聯賽新人選秀會但落選，之後加盟超級籃球聯賽桃園璞園建築，2021年轉戰高雄九太科技並出任球隊隊長，2022年加盟裕隆納智捷。

## 外部連結
- 林義恩的Instagram帳戶
- 林義恩在Eurobasket.com（球員）（英语）
- 林義恩在Flashscore（英语）